# 烏克蘭希臘禮天主教普魯登托波利斯聖母無原罪教區
烏克蘭希臘禮天主教普魯登托波利斯聖母無原罪教區（葡萄牙語：Eparquia da Imaculada Conceição em Prudentópolis）是巴西一個東儀天主教教區（烏克蘭希臘禮），屬庫里奇巴總教區。
教區成立於2014年5月12日，現任教區主教為梅隆·馬祖爾。